# Верди I (Палермо)
Верди I је насеље у Италији у округу Палермо, региону Сицилија.
Према процени из 2011. у насељу је живело 13 становника. Насеље се налази на надморској висини од 788 м.